# Daniel Eberhard Beyschlag
Daniel Eberhard Beyschlag (* 9. November 1759 in Nördlingen; † 8. Februar 1835 in Augsburg) war ein deutscher Lehrer und Bibliothekar. Beyschlag war Rektor an den Gymnasien in Nördlingen und Augsburg sowie Stadtbibliothekar in Augsburg.

## Leben

### Familie und Ausbildung
Daniel Eberhard Beyschlag war der Sohn des Nördlinger Schuhmachermeisters Benedikt Beyschlag. Nach dem frühen Tod seines Vaters wuchs er bei seinen Großeltern auf und besuchte in Nördlingen die Volksschule und das Lyzeum. Von 1779 bis 1781 studierte er an der Universität Leipzig Schulwissenschaften und Theologie, ein Studium, das er mit Hilfe eines Stipendiums der Stadt Nördlingen finanzieren konnte. Zu seinen Leipziger Professoren gehörten Samuel Friedrich Nathanael Morus, Johann August Dathe und Christian Daniel Beck. Er besuchte aber auch Vorlesungen des Historikers Friedrich August Wilhelm Wenck sowie des Mathematikers Johann Samuel Traugott Gehler. Mit seinem Zimmergenossen in Leipzig, dem späteren Pädagogen Gustav Friedrich Dinter, hörte er Predigten des Schweizer Theologen Georg Joachim Zollikofer, die ihn stark beeinflussten.

### Beruflicher Werdegang
1782 berief ihn der Magistrat der Stadt Nördlingen zum Präzeptor und Konrektor des Nördlinger Lyzeums, seiner ehemaligen Schule. Während dieser Zeit war Beyschlag Mitarbeiter und Mitautor von Wilhelm Ludwig Wekhrlin und dessen Zeitschriften Chronologen, Das Graue Ungeheuer und Hyperboreische Briefe. Er betätigte sich aber auch als Kanzelredner. 1789 wurde er zum Rektor des Lyzeums in Nördlingen ernannt.
1801 übernahm Beyschlag das Rektorat des Stadtgymnasiums St. Anna in Augsburg. Ein Jahr später erhielt er die Ehrendoktorwürde der Universität Jena. Er begründete eine Sonntagsschule in Augsburg, die er mit einer Bildungsanstalt für Volksschullehrer verband. Sie war eine der ersten Einrichtungen dieser Art in Süddeutschland. Gleichzeitig schuf er zusammen mit Kollegen und Theologen eine höhere Bildungsanstalt für Mädchen, das Beyschlagsche Institut für weibliche Erziehung. Als Dank erhielten er und seine Familie unentgeltlich das Bürgerrecht der Freien Reichsstadt Augsburg.
Mit der Mediatisierung von Augsburg 1806 und der Eingliederung der Stadt in das Königreich Bayern wurden Beyschlag weitere Aufgaben übertragen. Nach der Vereinigung der katholischen und evangelischen Gymnasien in Augsburg wählte man ihn in den Vorstand dieser neuen Bildungseinrichtung und ernannte ihn zum Professor der philosophischen Vorbereitungswissenschaften. Auf Grund der Mehrfachbelastungen stellte er 1819 einen Antrag, ihn vom Rektorat des St. Anna-Gymnasiums zu entbinden, er wolle stattdessen weiterhin orientalische Sprachen unterrichten und eine Stelle als Stadt- und Kreisbibliothekar übernehmen. Im September 1821 wurde ihm sein Wunsch gewährt.
Als Bibliothekar an der Augsburger Stadtbibliothek erwarb er sich große Verdienste. Mit breiter finanzieller Unterstützung durch die bayerische Staatsregierung und dem Regierungsdirektor Johann Nepomuk von Raiser konnte er in einem Vordergebäude des St. Anna-Gymnasiums ein Museum für Altertumskunde Antiquarium romanum, das heutige Römische Museum, errichten. Er fand Zeit sich seinen Lieblingsbeschäftigungen, archäologischen und numismatischen Studien, zu widmen. Zahlreiche Werke und Aufsätze zu diesen Themen, aber auch zur bayerischen Landesgeschichte waren das Ergebnis seiner Forschungen.
Für seine Verdienste erhielt Beyschlag zum 50-jährigen Amtsjubiläum am 27. Juni 1833 den Titel eines königlich bayerischen Hofrates. Bereits am 29. Mai 1833 wurde er mit dem Ehrenkreuz des Ludwigsorden ausgezeichnet. Durch königliches Ministerialreskript vom September 1833 wurde die Gründung eines historischen Kreisvereins im Oberdonaukreis verkündet. Beyschlag wurde in den Ausschuss des Vereins gewählt und zum Konservator aller Sammlungen ernannt. Er gehörte außerdem der Redaktion der Jahresberichte, den Vereinsnachrichten, an.
Er starb am 8. Februar 1835 im Alter von 75 Jahren an einem Schlaganfall in Augsburg. Im zu Ehren wurde am Maximilianmuseum eine Gedenktafel angebracht.

### Ehe und Nachkommen
Daniel Eberhard Beyschlag heiratete 1783 in Nördlingen Margaretha Salzmann, die Tochter eines Nördlinger Kaufmanns. Das Paar hatte drei Söhne und eine Tochter. Seine Frau starb bereits am 27. März 1827 in Augsburg. Christian Friedrich, der älteste Sohn, wurde Regierungs- und Kreisbaurat in Augsburg, sein jüngerer Bruder Christian Leopold übernahm eine Apotheke in Herzogenaurach. Der jüngste Sohn Ferdinand Ludwig wurde Bezirksbauinspektor in Kaiserslautern. Die einzige Tochter Friederike Margarethe heiratete den Augsburger Gymnasialprofessor Heinrich Schmid.

## Veröffentlichungen (Auswahl)
- Versuch einer Münzgeschichte Augsburgs in dem Mittelalter. Stuttgart 1835.
- Kurze Nachrichten von dem Gymnasium zu St. Anna in Augsburg. Augsburg 1831.
- Die Augsburger Confession nach einer in dem Archive der Stadt Nördlingen befindlichen vollständigen Handschrift mit Varianten einer noch ungedruckten Handschrift. Augsburg 1830.
- Reisebuch für junge Professionisten auf ihrer Wanderschaft. Nördlingen 1826.
- Die Merkwürdigkeiten Augsburgs und seiner Umgebungen. Augsburg 1825.
- Beyträge zur Geschichte der Meistersänger. Augsburg 1807.
- Was läßt sich von den Kometen sagen? Augsburg 1807.
- Sammlung ausländischer Wörter. Nördlingen 1806.
- Etwas über die Sonntagsschulen. Augsburg 1803.
- Beyträge zur Nördlingischen Geschlechtshistorie. Nördlingen 1801 bis 1803.
- Beyträge zur Kunstgeschichte der Reichsstadt Nördlingen. Nördlingen 1795 bis 1801.
- Versuch einer Schulgeschichte der Reichsstadt Nördlingen. Nördlingen 1794.
- Jubelrede von den Freuden des Schulstandes. Nördlingen 1793.